# مطبخ آينو

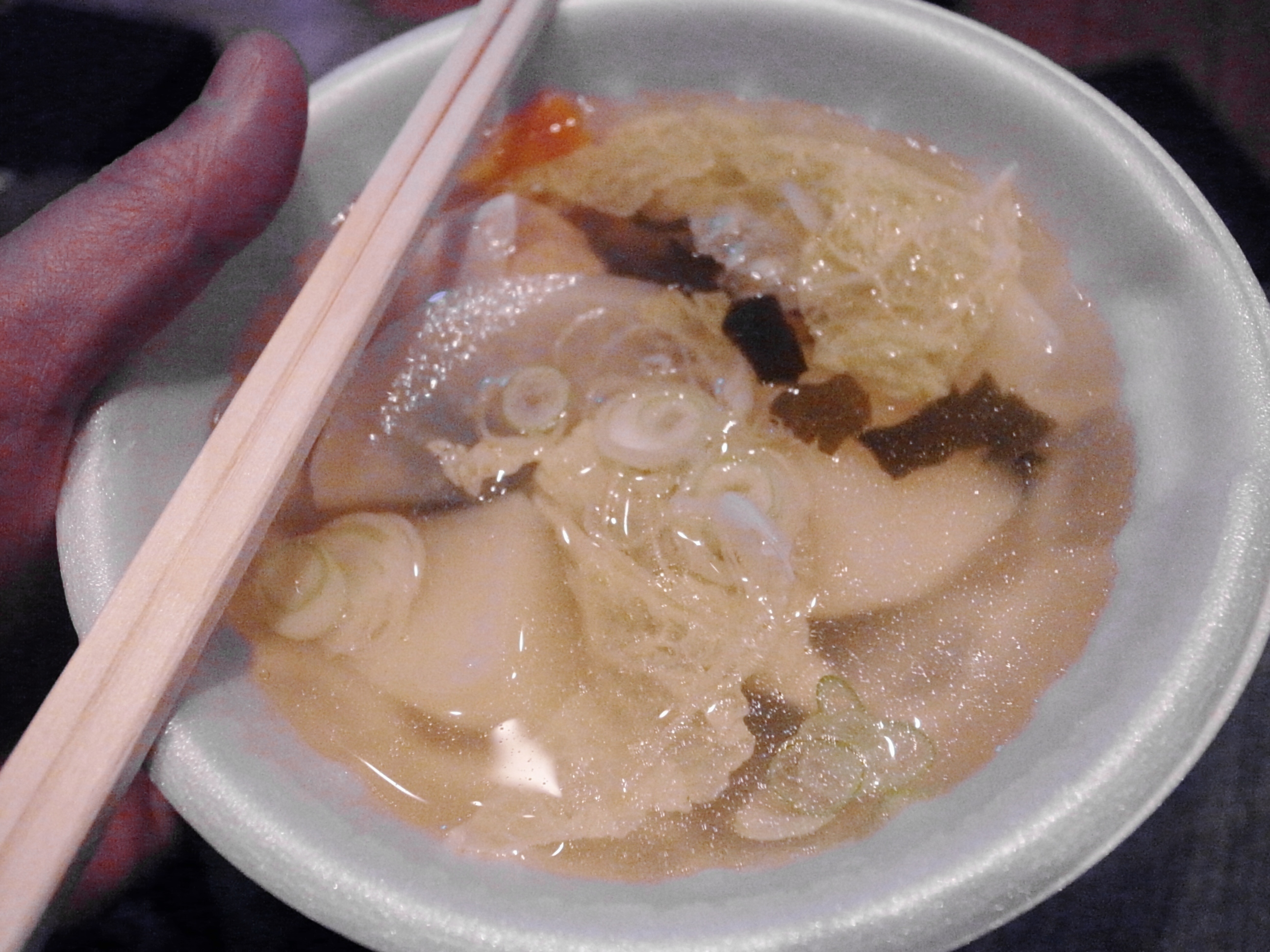
أوهاو، حساء الآينو التقليدي.

مطبخ آينو: هو مطبخ عرق الآينو في اليابان. يختلف المطبخ بشكل ملحوظ عن مطابخ أغلبية شعب ياماتو في اليابان ونادراً ما يتم تقديم اللحوم النيئة مثلًا:ساشيمي على سبيل المثال في مطبخ الآينو، وتُستخدم بدلاً من ذلك طُرقا مثل: الـغليان، الشوي والـتجفيف لإعداد اللحوم، لم يستخدم مطبخ آينو التقليدي ميسو أو صلصة الصويا أو السكر، على الرغم من أن هذه التوابل تظهر في مطبخ الآينو الحديث :30، جزيرة هوكايدو في شمال اليابان ،حيث يعيش معظم الإينو اليوم؛ ومع ذلك، فقد سكنوا ذات مرة معظم جزر الكوريل، والنصف الجنوبي من جزيرة سخالين، وأجزاء من جزيرة هونشو الشمالية.
يوجد عدد قليل جدًا من مطاعم الآينو في العالم، ومن الأمثلة عن مطاعم آينو: أشيرى كوتان ناكانوشيما في سابورو، بورونونو، ماروكيبونى في آينو كوتان هوكايدو .

## نظرة عامة
استخدم مطبخ إينو التقليدي لحوم؛ تم الحصول عليها خلال الصيد (البحري والبري) مثل: السلمون والغزلان، ونباتات برية تم جمعها من الجبال مثل: نبات من عائلة الزنبق، الـسنديان، إضافةً إلى الحبوب المتنوعة والبطاطا التي يتم الحصول عليها من الزراعة. سمة أخرى هي: الاستخدام الحر للـزيوت كـنكهات،و نظرًا لاعتماد الآينو على الطرائد والحيوانات المحلية، لا تستخدم جميع المناطق كل المكونات نفسها، وتستخدم بدلاً من ذلك معظم ما هو متاح.
بالإضافة إلى الملح، دهون أسماك القد، السردين، الرنجة، سمك القرش، الفقمة، الحوت، أيل سيكا والدب؛ تُستخدم لتتبيل الأطباق :98 كما كان يتم استخدام ميسو وصلصة الصويا في العصر الحديث وربما يُصنع مرق الحساء باستخدام عشب البحر (كومبو)، عظام الحيوانات والأسماك المجففة. تشمل التوابل والبهارات على: بوكوزا (أليوم أوكوتنس)، والتوت من آمور كوركترى (فلينية أمورية) والمر المتموج (حرف مرن).

## المكونات

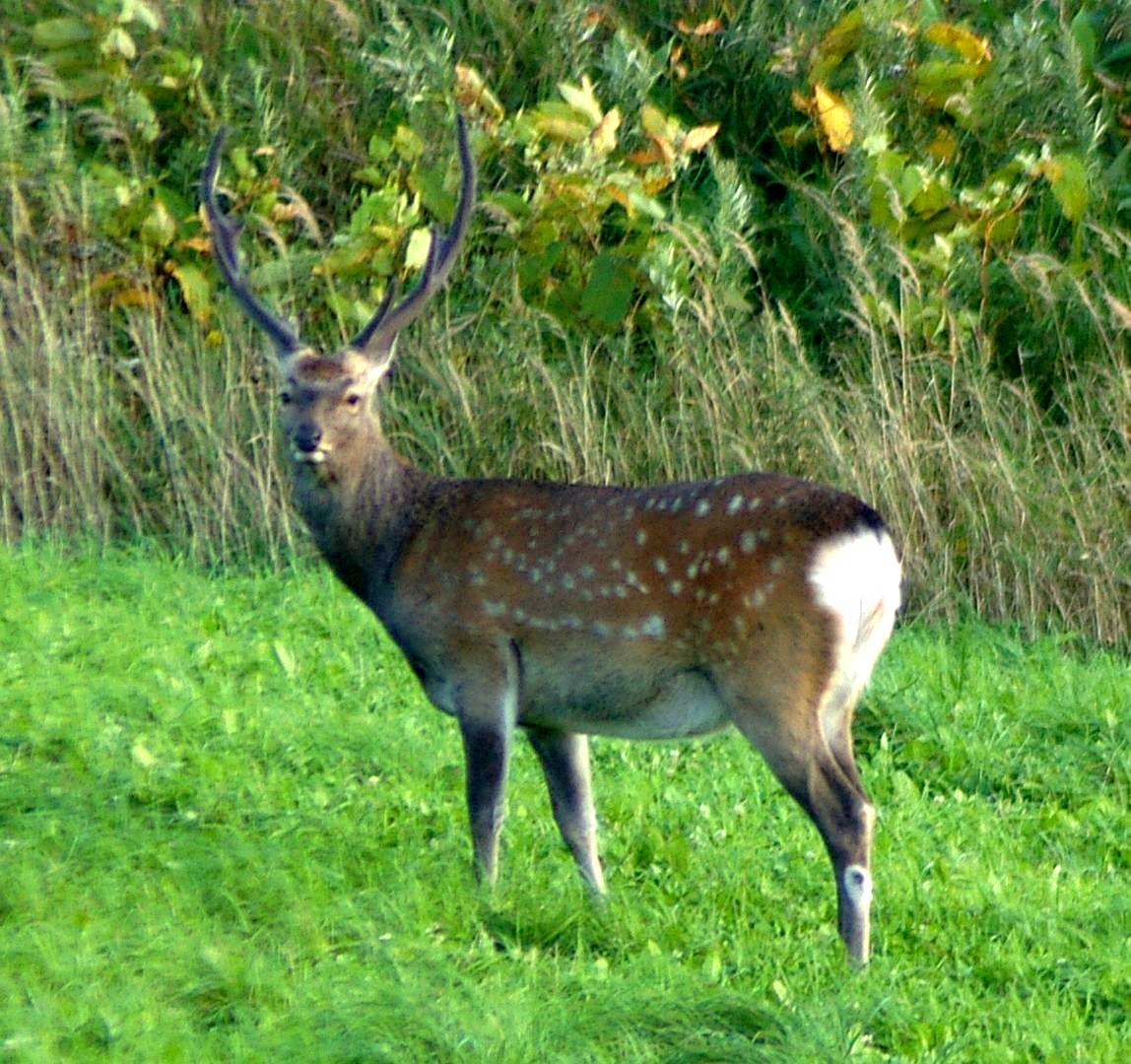
Yuk، أيل سيكا.

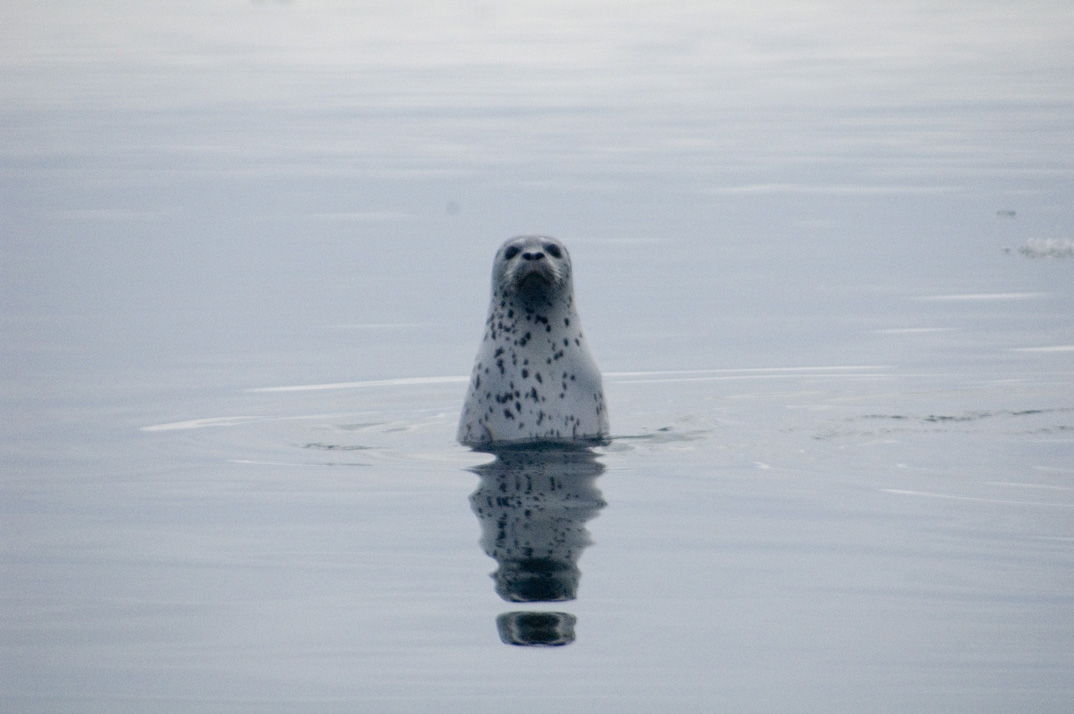
Tukar، عجل البحر. كان لأينو سخاليناستخدامات مختلفة لدهنه.

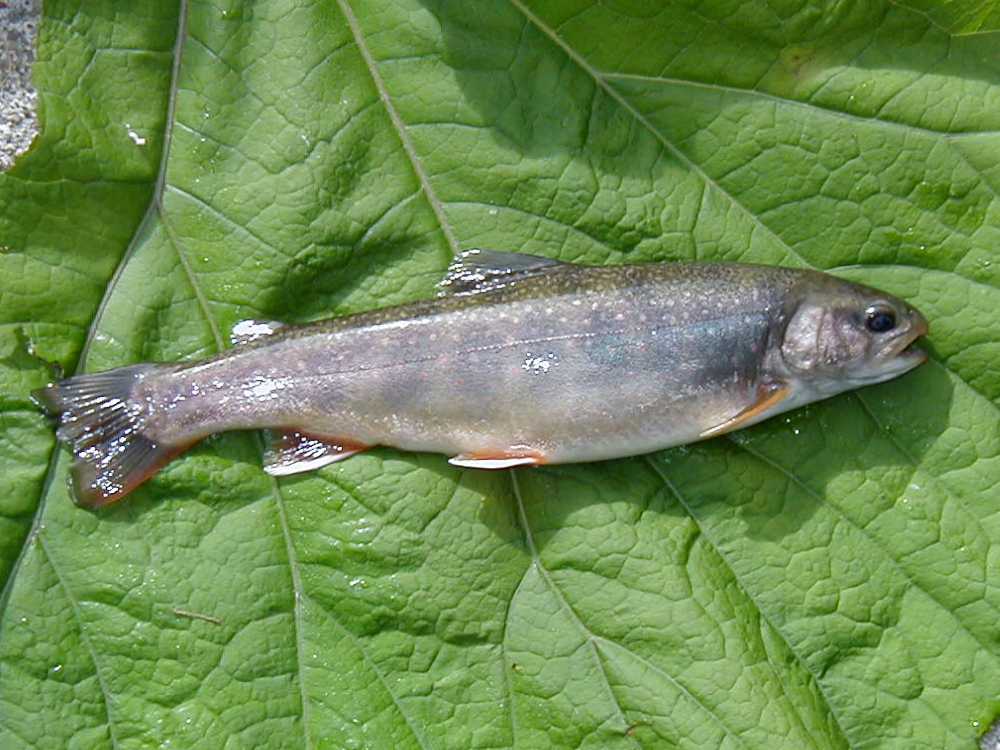
Ciporkeso،وايت سبوتيد شار ياباني. موطنه الأصلي هوكايدو، وهو عضو في أنواع سمك دوللى فاردين تروت.

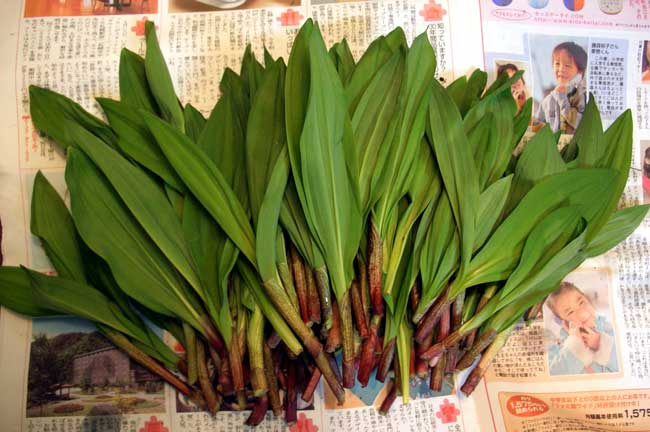
تقليديا ، تجمع النساء عادة النباتات البرية مثل pukusa، بوكوزا(أليوم أوكوتنس).

### الطرائد
كان أيل سيكا من أكثر حيوانات الـطرائد انتشاراً. كان يتم اصطياد الغزلان باستخدام سهام مسمومة، إضافةً إلى سوقها نحو المنحدرات وجمعها من حيث سقطت. :337 في الماضي، كانت الغزلان منتشرة جدًا، كان من السهل اصطيادها في هوكايدو، لدرجة أنه قيل: يمكن للمرء «وضع القدر على النار، ثم الذهاب للصيد». :89
- دب بني
- السنجاب
- قيق أوراسى
- دورى أوراسي
- إيزو(ثعلب أحمر)
- طيهوج البندق
- خز ياباني
- بط بري
- القميرى
- أرنب
- كلب الراكون
- أيل سيكا

### الأسماك والمخلوقات البحرية
يصطاد الآينو في البحر في زوارق المخبأة، وباستخدام الحراب لصيد مجموعة متنوعة من الحيوانات البحرية الكبيرة، ويتم استخدام الشباك وصنارات الصيد لجلب كائنات أصغر. :136–139 كانت حيتان الشاطئ ذات قيمة خاصة، فبـشكل عام كان من المستحيل إحضار حوت باستخدام الزوارق والحراب. ومع ذلك، كانت هناك بعض حالات صيد الحيتان في خليج فونكا باستخدام الرماح (الخاصة) المغطاة بسم الذئب، وبمساعدة المد والجزر المعتدل. :356–360 استخدم الآينو أيضًا عددًا من الأدوات بما في ذلك: صنارات الصيد، الشباك، الفخاخ وسلال الصيد؛ لصيد أسماك المياه العذبة. :136–139
- باثيراجا
- كبلين
- قد (سمك)
- الشبوط
- دولفين
- مفلطح
- فقمة الفراء
- داث
- سكالبين نهرى يابانى
- سخالين تايمن
- هايبوميسوس جابونيكوس
- سلمون ماسو
- سمكة شمس المحيط
- رنكة بالاسية
- بوند لوش
- سلمون
- قد زعفرانى
- سردين
- أسد البحر
- زعنفيات الأقدام
- قرش (سمكة)
- حفشية
- سمكة السيف
- سلمون مرقط
- وايت سبوتيد شار(نوع من السلمون المرقط بشرق آسيا، من جنس سالفينيوس)

### النباتات المجمعة
بينما كان الرجال مسؤولين عن الصيد البرى وصيد الأسماك، كانت النساء مسؤولات عن جمع النباتات الصالحة للأكل، بدءًا من أوائل الربيع. الأدوات المستخدمة أثناء رحلات التجميع إلى الجبال تشمل: سارانيب (حقيبة منسوجة من ألياف شجرة الليم اليابانية )، سكين نسائي صغير، نوع من عصا الحفر، ومعول مصنوع من قرن الغزلان  :367–374 من أهم النباتات الجبلية التي كان يتم جمعها في الربيع كان البصل السيبيري، والذي يشبه إلى حد بعيد الثوم البري الموجود في كندا والولايات المتحدة من حيث المذاق والملمس والمظهر. كميات كبيرة من نبات(من عائلة الزنبق، ينمو في شمال شرق آسيا) في الصيف؛ لأنها كانت مهمة كغذاء محفوظ.
ربيع:
- شقائق النعمان الرخوة
- حشيشة الملاك
- قبعية
- سرخس النسر(نوع من السراخس، يوجد في المناطق المعتدلة والمناطق شبة المدارية)
- هرقلية صوفية
- هوغ بينوت
- قبعية ضخمة
- موغ ورت اليابانى
- سبايكينارد اليابانى
- لانس أسيابيل
- نوع من البصل البرى
- مايانثيموم
- آذريون الماء
- سرخس النعامة
- البصل السيبيري
- سيمبلوكاربوس
- نباتات شائكة

صيف:
- نبات(من عائلة الزنبق، ينمو في شمال شرق آسيا)

خريف:
- فلينية أمورية
- كرمة المجد القرمزية
- هاردى كيوي
- هن أوف ذا وودز(نوع من الفطر)
- كستناء( نوع ينمو في اليابان وكوريا)
- سنديان مسنن
- ورد خشن
- عيش الغراب
- سنديان
- جوز
- كستناء الماء

### المحاصيل
تبوأت الزراعة بالفعل مكانتها في هوكايدو خلال فترة جومون، قبل فترة ساتسومون؛ التي برزت فيها ثقافة الآينو لأول مرة. ومع ذلك، بدأت الزراعة في الانحدار في القرن الثاني عشر حتى فترة الآينو. يُعتقد أن سبب ذلك هو زيادة الطلب على الأسماك المجففة والفراء للتجارة مع هونشو، مما أدى إلى زيادة أهمية الصيد البرى وصيد الأسماك، للحد من الطقس البارد. تغيرت المحاصيل المزروعة على مر السنين مع إدخال محاصيل جديدة، مثل: البطاطس والكابوتشا والفاصوليا.
- أصناف فاصولياء
- حنطة سوداء
- ذيل الثعلب الإيطالي
- الدخن الياباني
- بطاطس
- دخن بروسو
- يقطين
- لفت

## الأطباق الأساسية

### سيتاتاب
تمت ترجمة " Citatap" من «آينو»، وتعني «ما تم سحقه». كما يوحي الاسم، فإن سيتاتاب: هي لحوم أو أسماك؛ تم سحقها بأسلوب مشابه لطريقة تاتاكي اليابانية.
1. يتم وضع رأس سمك السلمون، لقح، وبقايا الشرائح على قطعة مستديرة تشبه لوح التقطيع من الخشب؛ التي تم قطعها من جذع شجرة. يتم تقطيع اللحم وضربه بشئ ثقيل حاد، مثل الفأس الصغيرة.
2. يُنكه المعجون الناتج بـالبصل الأخضر المفروم أو بوكوزا أو ثوم طويل السداة.
3. أخيرًا، يُتبل سيتاتاب بالملح وطحلب البحر المجفف.

بخلاف السلمون، تُستخدم مجموعة متنوعة من اللحوم والأسماك لإضافة نكهة إلى سيتاتاب مثل: داث الياباني، باثيراجا ليندبيرغى، سلمون ماسو، سكالبين نهرى يابانى، الغزلان، الدب، تانوكي، الأرانب، السنجاب. كان سيتاتاب مناسبًا تمامًا للحوم الحيوانات الأكبر سنًا، لأنه جعل اللحوم عسيرة المضغ أسهل في تناولها. تم صُنع سيتاتاب بشكل أساسي في الشتاء، عندما يفسد الطعام بشكل أبطأ، ويُؤكل على مدى عدة أيام. إذا لم يكن سيتاتاب طازجًا بشكل خاص، كان يتم تشكيله على هيئة كرات ويُضاف إلى الحساء.

### أوهاو
أوهاو: هو حساء مصنوع من اللحوم أو السمك المسلوق مع الخضروات المختلفة. ربما يكون قوامه مثل الحساء، أو أكثر (كثافة) مثل نبيمونو الياباني (وعاء ساخن) يحتوي على نسبة عالية من المكونات (المضافة) إلى المرق. كمجتمع للصيد وجمع الثمار، لم يكن لدى الآينو غذاء رئيسي على هذا النحو، ولكن كان أوهاو طبقًا مركزيًا في ثقافتهم الغذائية. يُعتقد أنها جذور أطباق هوكايدو الإقليمية مثل: حساء سانبى، إيشيكاري نابي (طبق نبيمونو من قطع الـسلمون والخضروات المسلوقة مع توابل ميسو). لا توجد متطلبات محددة من المكونات لاستخدامها في أوهاو، ولكن تم تصنيعها بشكل عام؛ كما هو موضح أدناه.
1. يتم صُنع المرق عن طريق تسخين عظام الحيوانات أو الأسماك المجففة الصغيرة في الماء.
2. تتم إضافة السمك أو اللحم المفروم (عسير المضغ) إلى المرق ويُطهى. تتطلب اللحوم والأسماك المجففة أوقات طهي أطول. لا تتم إزالة الزبد الناتج عن طهي اللحوم، حيث كان يُعتقد أن لها خصائص طبية.[11]
3. تتم إضافة الخضروات الجذرية أو تلك التي تتطلب أوقات طهي أطول، تليها الخضروات الجبلية الغنية بالألياف، وأخيراً الـخضروات الورقية. يُسمح للحساء بالطهي أكثر حتى تصبح جميع المكونات طرية.
4. يُنكّه الحساء بدهون حيوانية أو (من) السمك، وكمية صغيرة من الملح، ويعلوه طحلب البحر المجفف والمطحون أو بوكوسا المجفف.

يتم تسمية أنواع مختلفة من حسب مكوناتها الرئيسية مثل: كيب أوهاو (حساء بالسمك)، كاموى أوهاو (حساء بلحم الدب)، كام أوهاو (حساء باللحم)، كينا أوهاو (حساء بالخضروات).
شقائق النعمان الرخوة كانت مناسبة بشكل خاص للاستخدام في الحساء؛ ولذلك كان يُطلق عليها اسم كينا أوهاو، والتي تُترجم حرفيًا باسم «عشب الحساء».

### راتاسكيب
كـترجمة حرفية؛ كلمة «راتاسكيب» تعنى: «الأطعمة المختلطة». تُطهى الفاصوليا والخضروات البرية؛ حتى تصبح طرية ويتبخر السائل، وعند هذه النقطة يُهرس الخليط، ويُتبل بزيوت الدب أو السمك وكمية صغيرة من الملح. كان يُصنع راتاسكيب كغذاء يومي، وكذلك للقرابين في الإحتفالات، حيث اُعتبرت طعامًا مقدسًا. هناك مجموعة متنوعة غير محدودة، مستخدمةً مكونات مختلفة، وفيما يلي بعض الأمثلة:-
سيكرب كينا راتاسكيب:
يعاد ترطيب «سيمبلوكاربوس رينيفوليوس» المجفف بالماء الساخن، ثم يُغلى على نار منخفضة لساعات حتى يتبخر الماء. يتم تقطيعها إلى قطع سهلة الأكل، ومتبلة بالدهون الحيوانية والملح.
بوكوزا راتاسكيب:
تُسلق الــفاصولياء حتى تصبح طرية، وعندئذٍ تُضاف سيقان البصل السيبيري (بوكوزا)، وتُطهى أكثر، ثم تُتبّل بالدهون الحيوانية والملح.
راتاسكيب بـحشيشة الملاك:
مصنوعة من حشيشة الملاك؛ التي تم جمعها في أوائل الصيف. تُغلى الفاصوليا حتى تصبح طرية، ثم تُضاف حشيشة الملاك وتُغلى مرة أخرى. أخيرًا، تُتبل بـدهون الحيوان والأسماك.كابوتشا راتاسكيب:
تُغلى الفاصوليا حتى تصبح طرية. يتم ترطيب شرائح اليقطين المجففة (الكابوتشا) في الماء، ثم تُغلى مع الفاصوليا. بمجرد أن يبدأ اليقطين في التفتت، يتم تتبيل راتاسكيب بدهون السمك والملح، ويعلوه توت من فلينية أمورية.
سيبور راتاسكيب:
تُسمى أيضًا: سيبور إيمو. يتم سلق البطاطس مع قشرتها. تُوضع بطارخ سمك السلمون في قدر منفصل، يتم طهيها على نار خفيفة حتى تبدأ في التفتت. يتم إزالة القشرة من البطاطس المطبوخة، وتُقطع إلى شرائح سميكة قبل وضعها في القدر مع بطارخ السلمون. يُضاف الملح، ويتم خلط كل شيء جيدًا.
نيسيو راتاسكيب:
تتم إزالة قشرة الـسنديان، ثم يتم غليها واستنزافــها عدة مرات، مع طبقة البذرة لإزالة الطعم المر. ثم توضع في الماء مع الفاصوليا وتُسلق معًا. يتم التخلص من المرق الناتج. يُستبدل الماء ويُغلى المزيج أكثر حتى يصبح طريًا، وعندئذ يُضاف دقيق الذرة. يتم طهيه على القوام المطلوب. يُضاف دقيق الأرز، يتم عجن الخليط، يُضاف الملح والدهون الحيوانية للتتبيل.

### سايو
عصيدة رقيقة مصنوعة من سلق الدخن الياباني أو الأرز. بشكل عام، تُسلق الحبوب بمفردها، لكن تُضاف أحيانًا الخضار المجمعة. على عكس العصيدة الأخرى في المجتمعات الزراعية، فإن سايو ليس غذاءً أساسياً. بدلاً من ذلك، تمتلئ آينو بـالحساء الدسم واللحوم المشوية، ثم شربها مثل الشاي؛ كـمطهر للفم. لهذا السبب، كان يُصنع سايو في إناء صغير مخصص لتجنب خلط الزيوت من الأطباق الأخرى. تم الحرص أيضًا على تجنب خلط النكهات عند التقديم؛ باستخدام مغرفة منفصلة خصيصًا لتقديم سايو، بدلاً من المغرفة المعتادة لتقديم الحساء. بما أن العصيدة تستخدم القليل جدًا من الحبوب في صنعها، كان الإمداد الشهري للفرد 1.8 لترًا تقريبًا. 108 لترات؛ ستوفر الكثير لعائلة مكونة من خمسة أفراد لمدة عام.
فيما يلي أمثلة على أصناف سايو:-
توريب سايو:
سايو الذي يحتوي على نبات(من عائلة الزنبق، ينمو في شمال شرق آسيا)، وهي بقايا المخمرة من عملية صنع نشا (ذلك الـنبات). يُطحن الـنبات الصلب الجاف، أولاً بــهاون ومدقة، ثم يعاد ترطيبه في الماء. تُزال الرواسب من الماء ثم يتم تشكيلها على شكل دامبلنغ يبلغ قطرها حوالي ثلاثة سنتيمترات، وتُطهى. سايو الذي يحتوي على بصل الـنبات، يُسمى أيضاً توريب سايو.
إيروب سايو:
كان يتم تحويل نشا بصل الـنبات إلى دامبلنغ، وتُوضع في سايو.انتو سايو:
سايو الذي يحتوي على إلشولتزية مهدبة، وهو نبات جبلي. كان هذا النوع من سايو مفضلًا لرائحته الخاصة.  
يتم وضع الليز، المتبقي من عملية التخمير لصنع نبيذ الأرز في سايو .
كيكيني سايو:
سايو الذي يحتوي على لحاء خوخ بادى.
سيبور سايو:
تُسلق بطارخ سمك السلمون مع عصيدة الحبوب. كانت بطارخ سمك السلمون النيئة تؤكل فقط في الخريف كطعام شهي. وخلال المواسم الأخرى، كانت تُستخدم الـبطارخ المملحة والمجففة.

### سيتو
نوع من دامبلنغ. يشتق اسم سيتو من الكلمة اليابانية «شيتوغى» التي تشير إلى دامبلنغ أو عجينة مصنوعة من طحن الحبوب النيئة. تقليدياً، اُعتبر «سيتو» ترفاً؛ بسبب الوقت والجهد اللازمين؛ لإنتاج الدقيق عن طريق طحن الحبوب مع هاون ومدقة. لذا لم يكن طعامًا معتادًا يوميًا، ولكن تم تقديمه كعروض للأيام المقدسة مثل مهرجان الدب ومهرجانالأجداد.
كانت المكونات المعتادة دخن بروسو، دخن ذيل الثعلب الإيطالي، والأرز، رغم أن سيتو المصنوع من دخن بروسو كان قد اُعتبر الشكل الصحيح. على مر السنين، تمت إضافة مكونات أخرى مثل: اليقطين والبطاطا. على غرار كوزا موشى اليابانى، قامت الآينو بصنع سيتو المختلط بـموغورت اليابانى، تم الاستمتاع بنكهتها، الحافلة بـذكريات الربيع.  
1. تُترك الحبوب الـمصقولة لتُـنقع طوال الليل، ثم تُصفى.
2. توضع الحبوب في هاون كبير، ويغني العديد من الأشخاص أثناء سحق الحبوب بـمدقات كبيرة.
3. يُعجن الدقيق الناتج بالماء الساخن، ويُشكل فيدامبلنغ مستديرة يبلغ قطرها حوالي 7 أو 8 سم وبـسُمك 1 سم.
4. تُسلق دامبلنغ في قدر كبير؛ مع الحرص على عدم احتراقها في قاع الإناء.

كان يتم وضع سيتو (المقصودة كــقرابين) في صناديق الإحتفال الـخزفية، أو أوعية خشبية، أو على صواني صغيرة، أو شيها بالـسيخ من عصي قرانيا محيرة وكانت تُقدم للآلهة. أما المقصود أن يأكله الناس، كان يتم تقديم سيتو مع بطارخ سمك السلمون؛ مطحون جزئيًا، أو صلصة مصنوعة من خلط الزيوت مع طحلب البحر المجفف والمطحون.
سيتو لها تاريخ طويل. تم العثور على دامبلنغ المصنوعة من دخن ذيل الثعلب الإيطالي؛ في بقايا ساتسومون الأثرية، المكتشفة في أتسوما. لم يستخدم مطبخ الآينو التقليدي الأرز المطهو على الـبخار لصُنع دامبلنغ، مثلما فعل اليابانيون مع موتشي. كان الآينو أولاً؛ على اتصال بـموتشي على الطراز الياباني؛ بعد فترة إيدو؛ عندما انتقل المزيد من العرق الياباني؛ للعيش في نفس المناطق مثل الآينو، بموجب نظام عقد الأرض.

## الأطعمة المحفوظة

### اللحوم والأسماك المجففة
تُعبر الآينو عن اللحوم المجففة بـكلمة «ساتكام»، بينما السمك المُجفف: «ساتسيب»، «نيكيروى»، أو «أتات».
تم اصطياد سمك السلمون بـكميات أكبر مما يمكن تناوله على الفور، خاصة في الخريف، ومعالجته في صورة طعام محفوظ؛ بحيث يمكن أن يستمر لمدة تصل إلى ستة أشهر. كانت الخطوة الأولى في العملية هي إزالة الرأس والـأعضاء الداخلية للـأسماك، والتي كانت تُجفف بعد ذلك؛ على رف بالخارج قبل أخذها إلى الداخل؛ وتدخينها في الـموقد. كان يتم اصطياد الـسلمون المرقط، وايت سبوتيد شار في الصيف؛ وتجفيفه فوق النار لـمنع الذباب من إتلاف الأسماك. تم تناول هذه الأسماك المجففة كما هي عن طريق نزع اللحم أو إعادة ترطيبها في الماء وتناولها كمكونات في الحساء أو كعنصر مطبوخ نهائيًا. فقد سمك السلمون؛ الذي تم تجفيفه بعد وضعه للبيض؛ الكثير من نكهته، لذلك غالبًا كان طهيًه في يخنة؛ وبإضافة دهون السمك المضافة لـتحسين الطعم.
كان يتم أيضاً تجفيف وحفظ الـلقح وبطارخ سمك السلمون، التي تم الحصول عليها من تقطيع الأسماك؛ والتي كان يتم استخدامها لاحقًا في صُنع سايو أو مرق لــصنع أوهاو.
في حين كان من الشائع تناول كل شيء من الدب النيئ؛ وهو لا يزال طازجاً.

## روابط خارجية
- زراعة الآينو
- أصول الآينو
- الموقع الإنجليزى لمتحف الآينو
- الموقع الرسمي لمطعم الآينو في آينو كوتان، «بوروننو» (باليابانية)
- الموقع الرسمي لمطعم الأينو في آينو كوتان، «ماروكيبونى» بواسطة موشيرى(باليابانية)